# Funkelektroniker
Der Beruf des Funkelektronikers wurde mit Außerkrafttreten der „Ausbildungsordnung vom 12. Dezember 1972“ am 1. August 1987 abgelöst durch den Nachfolgeberuf des Kommunikationselektronikers für Funktechnik.
Funkelektroniker errichten und gewährleisten die technischen Voraussetzungen für die Funknavigation, die Funkkommunikation und Datenübertragung mittels Funk und für andere Anwendungsgebiete der Funktechnik.
In der DDR lauteten die entsprechenden Berufsbezeichnungen Funkmechaniker und Facharbeiter für Nachrichtentechnik.